# Group Avalon
Group Avalon – szwedzki zespół muzyczny założony przez braci Djo i Mohombiego Moupondo, działający w latach 2000–2008.

## Historia zespołu
Zespół łączył współczesny hip-hop i dancehall z afrykańskimi rytmami, wykonując piosenki w języku szwedzkim, francuskim, angielskim i lingala. W 2003 został laureatem Kora Awards w kategorii Best Europe/Caribbean Diaspora Group. Rok później grupa wydała swój debiutancki album Excalibur.
W 2005 muzycy uczestniczyli w Melodifestivalen 2005, do którego zgłosili się z utworem „Big Up”. Występując w drugim półfinale festiwalu w Cloetta Center w Linköping zajęli szóste miejsce i nie zakwalifikowali się do finału, zdobywając 15 032 głosów. Singel dotarł natomiast do 32. miejsca na szwedzkiej liście przebojów Hitlistan, a jego fizycznie wydany egzemplarz zawierał także radiową, rozszerzoną, instrumentalną oraz zremiksowaną wersję utworu (za którą odpowiadał The Attic). Kolejnym singlem zespołu po utworze „Big Up” została kompozycja „Pata Pata” (nawiązująca tytułem do wydanego w 1967 albumu Pata Pata afrykańskiej piosenkarki Miriam Makeby i nagrana na jej cześć), która była notowana na 41. miejscu na oficjalnej szwedzkiej liście sprzedaży. Na wydanym fizycznie singlu, prócz utworu „Pata Pata” znalazł się także utwór będący wydanym w 2004 singlem zespołu – kompozycja „Mama Africa”.

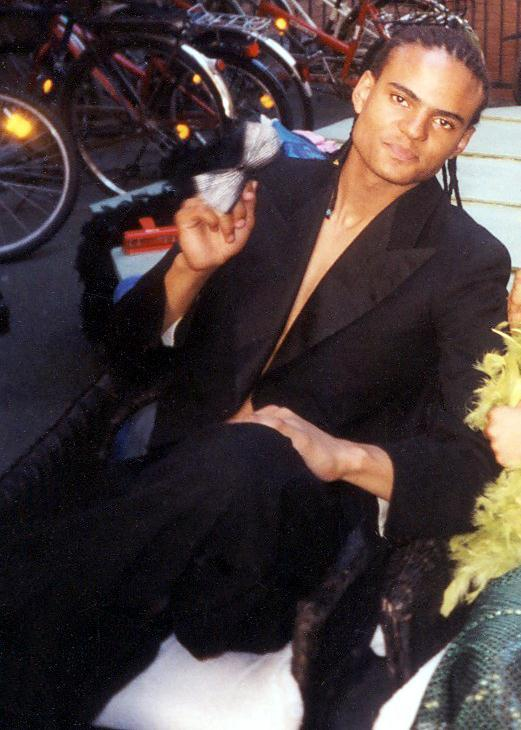
Mohombi (2002) – jeden z założycieli zespołu Group Avalon

21 grudnia 2007 zespół wydał swój drugi album zatytułowany Afro-Viking. Od 2004 do 2008 grupa sprzedała łącznie ponad pół miliona płyt, jednak zakończyła swoją działalność z uwagi na rozpoczęcie solowej kariery przez Mohombiego, przygotowującego się do wydania albumu MoveMeant.

## Dyskografia

### Albumy studyjne
- Excalibur (2004)
- Afro-Viking (2007)

### Single
- „Le Monde Bouge” (2003)
- „Mama Africa” (2004)
- „Big Up” (2005)
- „Pata Pata” (2005)
- „Rotation” (2006)
- „Fukama” (feat. Million Stylez) (2007)